# Provincia Frosinone
Provincia Frosinone (italiană Provincia di Frosinone) este o provincie din regiunea Lazio, Italia, cu 91 de comune. Populatie totala: 489,042 (2005).

## Comune
- Acquafondata
- Acuto
- Alatri
- Alvito
- Amaseno
- Anagni
- Aquino
- Arce
- Arnara
- Arpino
- Atina
- Ausonia
- Belmonte Castello
- Boville Ernica
- Broccostella
- Campoli Appennino
- Casalattico
- Casalvieri
- Cassino
- Castelliri
- Castelnuovo Parano
- Castro dei Volsci
- Castrocielo
- Ceccano
- Ceprano
- Cervaro
- Colfelice
- Colle San Magno
- Collepardo
- Coreno Ausonio
- Esperia
- Falvaterra
- Ferentino
- Filettino
- Fiuggi
- Fontana Liri
- Fontechiari
- Frosinone
- Fumone
- Gallinaro
- Giuliano di Roma
- Guarcino
- Isola del Liri
- Monte San Giovanni Campano
- Morolo
- Paliano
- Pastena
- Patrica
- Pescosolido
- Picinisco
- Pico
- Piedimonte San Germano
- Piglio
- Pignataro Interamna
- Pofi
- Pontecorvo
- Posta Fibreno
- Ripi
- Rocca d'Arce
- Roccasecca
- San Biagio Saracinisco
- San Donato Val di Comino
- San Giorgio a Liri
- San Giovanni Incarico
- San Vittore del Lazio
- Sant'Ambrogio sul Garigliano
- Sant'Andrea del Garigliano
- Sant'Apollinare
- Sant'Elia Fiumerapido
- Santopadre
- Serrone
- Settefrati
- Sgurgola
- Sora
- Strangolagalli
- Supino
- Terelle
- Torre Cajetani
- Torrice
- Trevi nel Lazio
- Trivigliano
- Vallecorsa
- Vallemaio
- Vallerotonda
- Veroli
- Vicalvi
- Vico nel Lazio
- Villa Latina
- Villa Santa Lucia
- Villa Santo Stefano
- Viticuso

### Principalele comune
| Comună                     | Populatie |
| -------------------------- | --------- |
| Frosinone                  | 48,621    |
| Cassino                    | 32,617    |
| Alatri                     | 27,993    |
| Sora                       | 26,430    |
| Ceccano                    | 22,495    |
| Ferentino                  | 20,523    |
| Veroli                     | 20,144    |
| Anagni                     | 19,330    |
| Pontecorvo                 | 13,214    |
| Monte San Giovanni Campano | 12,818    |
| Isola del Liri             | 12,072    |
| Fiuggi                     | 9,113     |
| Boville Ernica             | 8,927     |
| Ceprano                    | 8,341     |
| Paliano                    | 7,897     |
| Arpino                     | 7,720     |
| Roccasecca                 | 7,522     |
| Cervaro                    | 7,101     |
| Sant'Elia Fiumerapido      | 6,310     |
| Arce                       | 5,982     |
| Aquino                     | 5,301     |